# Chińska Republika Ludowa na Zimowych Igrzyskach Paraolimpijskich 2006
Reprezentacja Chińskiej Republiki Ludowej na Zimowych Igrzyskach Paraolimpijskich 2006 liczyła 8 sportowców.

## Reprezentanci ChRL

### Narciarstwo alpejskie
- Wang Lei

### Narciarstwo klasyczne
- Fu Chunshan
- Han Lixia
- Peng Yuanyuan
- Sun Qiu
- Wang Jinyou
- Zhang Jie
- Zhang Nannan

## Medale

### Złote medale
brak

### Srebrne medale
brak

### Brązowe medale
brak